# Czernice Borowe (gromada)
Czernice Borowe – dawna gromada, czyli najmniejsza jednostka podziału terytorialnego Polskiej Rzeczypospolitej Ludowej w latach 1954–1972.
Gromady, z gromadzkimi radami narodowymi (GRN) jako organami władzy najniższego stopnia na wsi, funkcjonowały od reformy reorganizującej administrację wiejską przeprowadzonej jesienią 1954 do momentu ich zniesienia z dniem 1 stycznia 1973, tym samym wypierając organizację gminną w latach 1954–1972.
Gromadę Czernice Borowe z siedzibą GRN w Czernicach Borowych utworzono – jako jedną z 8759 gromad na obszarze Polski – w powiecie przasnyskim w woj. warszawskim, na mocy uchwały nr VI/10/16/54 WRN w Warszawie z dnia 5 października 1954. W skład jednostki weszły obszary dotychczasowych gromad Czernice Borowe, Czernice Nowe, Chojnowo, Chrostowo Wielkie, Dzielin, Zembrzus Wielki i Żebry-Kordy ze zniesionej gminy Chojnowo oraz obszar dotychczasowej gromady Pawłowo Kościelne ze zniesionej gminy Dzierzgowo w tymże powiecie. Dla gromady ustalono 19 członków gromadzkiej rady narodowej.
1 stycznia 1969 do gromady Czernice Borowe włączono wieś Miłoszewice ze zniesionej gromady Rostkowo oraz wsie Węgra, Olszewiec i Zberoż ze zniesionej gromady Węgra w powiecie przasnyskim, a także kolonię Wyderka z gromady Pęczki-Kozłowo w powiecie ciechanowskim w tymże województwie.
Gromada przetrwała do końca 1972 roku, czyli do kolejnej reformy gminnej. 1 stycznia 1973 w powiecie przasnyskim utworzono gminę Czernice Borowe.